# Michele Gori
Michele Gori (Domodossola, 24 febbraio 1980) è un flautista e compositore italiano.
È considerato tra i più importanti flautisti jazz europei ed è riconosciuto a livello internazionale come specialista nell'utilizzo dei flauti abbinati all'elettronica. È stato il primo flautista italiano titolare di un corso specifico di flauto jazz riconosciuto dal Ministero dell'Istruzione. Attualmente è Professore e Coordinatore del Dipartimento Jazz del conservatorio "Emmanuel Chabrier" di Clermont-Ferrand (Francia).

## Biografia
Inizia lo studio del flauto traverso all'età di nove anni presso la Società Filarmonica di Villadossola, sotto la guida dello zio Stefano Gori, flautista e direttore d'orchestra. Dopo aver conseguito il diploma di maturità scientifica presso il liceo scientifico "Giorgio Spezia" di Domodossola, si diploma come privatista nel 2000 in flauto traverso presso il conservatorio "Guido Cantelli" di Novara.
Inizia l'attività professionale come flautista in gruppi da camera e orchestrali, e come docente di flauto presso scuole medie ad indirizzo musicale e scuole private. Dal 2001 comincia a dedicarsi al jazz seguendo corsi con Fabrizio Spadea e Ramberto Ciammarughi. Nel 2002 inizia la collaborazione con il sito internet Jazzitalia curando una sezione dedicata al flauto jazz che diverrà negli anni un vero e proprio punto di riferimento per i flautisti italiani.
Nel 2004 si trasferisce a Parigi dove frequenta il Centre d'informations musicales - CIM studiando flauto jazz con Bernard Duplaix e pianoforte con Frank Woeste, ed inizia quindi la sua attività professionale in ambito jazzistico.
Rientra stabilmente in Italia nel 2007 e nello stesso anno avviene l'esordio discografico con l'album "My Jazz Flutes", pubblicato da Splasch Records e registrato alla guida del "Michele Gori Quartet" con Roberto Olzer al pianoforte, Roberto Mattei al contrabbasso e Nicola Stranieri alla batteria. Il disco, in cui si alterna tra flauto, flauto in sol, flauto basso e ottavino, viene ottimamente accolto dalla critica specializzata.
Nel 2008 è invitato ad esibirsi alla Convention Française de la Flûte (Parigi) e scrive la sua prima pubblicazione didattica, "Jazz Flute Training I", pubblicata da Casa Musicale Eco.
Nel 2009 riceve il "Premio Brusoni" per l'attività artistica legata al flauto jazz; nello stesso anno ottiene con il massimo dei voti il Diploma Accademico di II° livello in Musica Jazz presso il conservatorio Giuseppe Verdi di Milano sotto la guida dei Maestri Tino Tracanna e Nino De Rose.
Nel 2011 incide il secondo album alla guida del "Michele Gori Quartet": "Flute Stories", pubblicato da Dodicilune. Inizia ad essere regolarmente invitato come concertista e docente ad alcune delle convention flautistiche più importanti in Europa e Stati Uniti, e a tenere masterclass di flauto jazz in conservatori di tutta Europa, diventando uno dei flautisti jazz più apprezzati e richiesti a livello didattico.
Nel 2012, dopo aver vinto il bando di docenza per l'attivazione del Biennio in Flauto Jazz presso il Conservatorio Girolamo Frescobaldi di Ferrara, diventa il primo flautista italiano titolare di un insegnamento specifico di flauto jazz riconosciuto dal Ministero dell'Istruzione. In questi anni si batte per l'inserimento ufficiale del flauto nei programmi ministeriali dei trienni jazz, inserimento che avverrà nel 2019 con l'emanazione del relativo codice di insegnamento COMJ/14 - Flauto Jazz.
Dal 2012 inizia regolarmente ad esibirsi in progetti solistici abbinando l'utilizzo dei flauti e dell'elettronica. É tra i primi flautisti ad utilizzare in concerto la loop station e diventa ben presto un pioniere nella sperimentazione tra flauti e live electronics. Nel 2015 incide l'album "The Electric Flute" che riceve critiche positive dalla stampa specializzata in Europa e Stati Uniti e lo fa conoscere a livello internazionale come specialista delle nuove tecnologie applicate al flauto.
Nel 2016 e 2017 vince il referendum "Jazzit Awards" come miglior flautista jazz italiano.
Nel 2018 diventa Professore di Jazz e Coordinatore del Dipartimento di Musica Jazz presso il conservatorio "Emmanuel Chabrier" di Clermont-Ferrand (Francia).
Nel 2023 pubblica il terzo album del "Michele Gori Quartet", "Flute Factor", pubblicato da Dasé Sound Lab; l'album viene definito dal blog musicale inglese A&R Factory come "una delle più importanti pubblicazioni di flauto jazz dell'epoca".
Nell'anno accademico 2023-24 è stato Professore di Flauto Jazz presso il conservatorio Giuseppe Verdi di Milano.

## Discografia

### Album
- 2007 - My Jazz Flutes (Splasch Records) come Michele Gori Quartet
- 2011 - Flute Stories (Dodicilune) come Michele Gori Quartet
- 2011 - Moiré (Nu Bop Records) come Flut3ibe (Stefano Benini, Stefano Leonardi)
- 2015 - The Electric Flute (MG Music)
- 2017 - Live in Sant'Anna Arresi (Nu Bop Records) come Flut3ibe (Stefano Benini, Stefano Leonardi)
- 2021 - Jazz Flute Solo (MG Music)
- 2023 - Flute Factor (Dasé Sound Lab) come Michele Gori (con Roberto Olzer, Roberto Mattei, Nicola Stranieri)

### Partecipazioni
- 2008 - D'Improvviso di Rosalia De Souza (Schema Records Records)
- 2011 - Italian Jazz Flute vol.II di FaLaUt (FaLaUt Collection)
- 2013 - Resalio di Giacomo Eramo - Zeitgeber Ensemble (Dodicilune)
- 2014 - Alpini di Renato Pompilio (Music Center)
- 2021 - Terra Nuova di Giulio Lampronti - Ferdinando Olivieri
- 2022 - Per Aspera Ad Astra: El Secreto - DJ Thor feat. Michele Gori (Café De Anatolia)
- 2022 - Occupy Mars di Renato Tassiello Trio (Ultra Sound Records)
- 2023 - Random Samples di Yannick Chambre - Attilio Terlizzi (GMS Records)
- 2023 - In A Rush - 9 House feat. Michele Gori (DeLa House)
- 2025 - Saudade di Mattia Fiorino

## Pubblicazioni
- 2008 - Jazz Flute Training vol.I (Casa Musicale Eco)
- 2010 - Jazz Flute Training vol.II (Casa Musicale Eco)
- 2011 - Jazz Flute Solos (Casa Musicale Eco)
- 2015 - Play the Jazz Flute (MG Music)
- 2015 - Flute Duets con Marco Rainelli (MG Music)
- 2018 - Dave Valentin Jazz Flute Solos (Casa Musicale Eco)
- 2019 - xniryS per Flauto Solo (Alfonce Production)
- 2021 - Jazz Flute Music (Billaudot Éditions)